# Taoufik Belghith
Taoufik Belghith, né le 3 avril 1948 à l'Ariana, est un footballeur tunisien.
Il signe sa première licence en 1963 avec l'Association sportive de l'Ariana. En 1965, à l'âge de 17 ans, il dispute son premier match senior face à l'Étoile sportive de Métlaoui (0-5). Il signe son premier but lors d'un match joué à Gabès. En 1969, il hisse son club en division nationale, notamment en compagnie de Hattab Bayari.
Il intègre l'équipe de Tunisie en 1967, à l'occasion d'une rencontre amicale face au Venise FC où il inscrit son premier but en sélection nationale. Le 29 décembre 1969, le joueur évoluant en deuxième division affronte, pour les éliminatoires de la coupe du monde 1970, l'équipe d'Algérie renforcée par sept professionnels dont Rachid Mekhloufi.
En 1970, il rejoint l'AS Monaco mais le club n'est pas suffisamment fort pour se maintenir parmi l'élite, contraignant Belghith à se contenter d'un bref séjour. En 1972, il signe en faveur du Club africain avant de mettre un terme à sa carrière en 1976.

## Palmarès
- Championnat de Tunisie : 1973, 1974
- Coupe de Tunisie : 1973, 1976
- Coupe du Maghreb des clubs champions : 1974, 1975, 1976